# Grand Encampment
Grand Encampment é uma cidade  localizada no estado norte-americano de Wyoming, no Condado de Carbon.

## Demografia
Segundo o censo norte-americano de 2000, a sua população era de 443 habitantes.
Em 2006, foi estimada uma população de 442, um decréscimo de 1 (-0.2%).

## Geografia
De acordo com o United States Census Bureau tem uma área de
4,1 km², dos quais 4,1 km² cobertos por terra e 0,0 km² cobertos por água.

## Localidades na vizinhança
O diagrama seguinte representa as localidades num raio de 68 km ao redor de Grand Encampment.